# Kanton Saint-Porchaire
Saint-Porchaire is een kanton van het Franse departement Charente-Maritime. Het kanton maakt deel uit van het arrondissement Saintes.

## Gemeenten
Het kanton Saint-Porchaire omvatte tot 2014 de volgende 15 gemeenten:
- Beurlay
- Crazannes
- Les Essards
- Geay
- Plassay
- Pont-l'Abbé-d'Arnoult
- Port-d'Envaux
- Romegoux
- Sainte-Gemme
- Saint-Porchaire (hoofdplaats)
- Sainte-Radegonde
- Saint-Sulpice-d'Arnoult
- Soulignonne
- Trizay
- La Vallée

Na de herindeling van de kantons bij decreet van 27 februari 2014, met uitwerking op 22 maart 2015, omvat het kanton volgende 20 gemeenten:
- Balanzac
- Beurlay
- Crazannes
- Écurat
- Les Essards
- Geay
- Nancras
- Nieul-lès-Saintes
- Plassay
- Pont-l'Abbé-d'Arnoult
- Port-d'Envaux
- Romegoux
- Saint-Georges-des-Coteaux
- Saint-Porchaire
- Saint-Sulpice-d'Arnoult
- Sainte-Gemme
- Sainte-Radegonde
- Soulignonne
- Trizay
- La Vallée